# GNU/Fiwix
GNU/Fiwix, är ett unixliknande operativsystem som utvecklas för Intel x86, alltså vanliga PC:s. Inriktningen är utbildning och målet är att göra en kärna som är liten och lätt att studera som samtidigt ska vara så lik Linux som möjligt.
Projektet startades 1997 men har inte fått mycket uppmärksamhet, utvecklingen verkar också gå förhållandevis långsamt.
GNU/Fiwix har öppen källkod och är licensierad under GNU GPL.